# وسطي (فلم)
وسطي هو فيلم سعودي إنتاج عام 2016م، تدور قصته حول أحداث حقيقية حصلت في مسرحية (وسطي بلا وسطية) في عام 2006م بالرياض، عندما هاجم مجموعة من المتطرفين المسرح، وتم إيقاف المسرحية.
الفيلم من إخراج علي الكلثمي، ومن كتابة علي الكلثمي، ومؤيد النفيعي، ونواف الشبيلي، وكان من إنتاج مركز الملك عبد العزيز الثقافي العالمي وتلفاز 11.

## القصة
يستعرض الفيلم قصة شاب أعمى، يحضر عرضاً لمسرحية في جامعة اليمامة بالرياض عام 2006م، ويكون هذا العرض بما احتواه من أحداث مؤسفة سبباً لإعادة الأمل إلى حياته.

## طاقم التمثيل
- مؤيد النفيعي: بدور سعد.
- محمد الحمدان: بدور كريم.
- منصور الناصر: بدور الطبيب.
- إبراهيم الحجاج: بدور سعد.

## جوائز وتكريمات
- حصل علي الكلثمي على جائزة أفضل مخرج في مهرجان ويليامزبورغ للأفلام المستقلة عام 2017م.[5]
- حصل الفيلم على جائزة أفضل فيلم أجنبي في مهرجان ويليامزبورغ للأفلام المستقلة عام 2017م.[5]